# Amybeth McNulty
Amybeth McNulty (* 7. November 2001) ist eine irisch-kanadische Schauspielerin.

## Leben
McNulty war seit 2014 in den RTÉ-One-Serien Clean Break und Agatha Raisin zu sehen. 2017 übernahm sie die Hauptrolle der Anne Shirley in der CBC/Netflix-Serie Anne with an E, die auf dem Buch Anne auf Green Gables von Lucy Maud Montgomery basiert.

## Filmografie
- 2014: Agatha Raisin (Fernsehserie, Folge The Quiche of Death)
- 2015: The Sparticle Mystery (Fernsehserie, 2 Folgen)
- 2015: Clean Break (Fernsehserie, 4 Folgen)
- 2016: Das Morgan Projekt (Morgan)
- 2017–2019: Anne with an E (Fernsehserie, 27 Folgen)
- 2021: Black Medicine
- 2021: All My Puny Sorrows
- 2022: Stranger Things (Fernsehserie, 3 Folgen)
- 2024: She Came Back